# 시사이드모모치

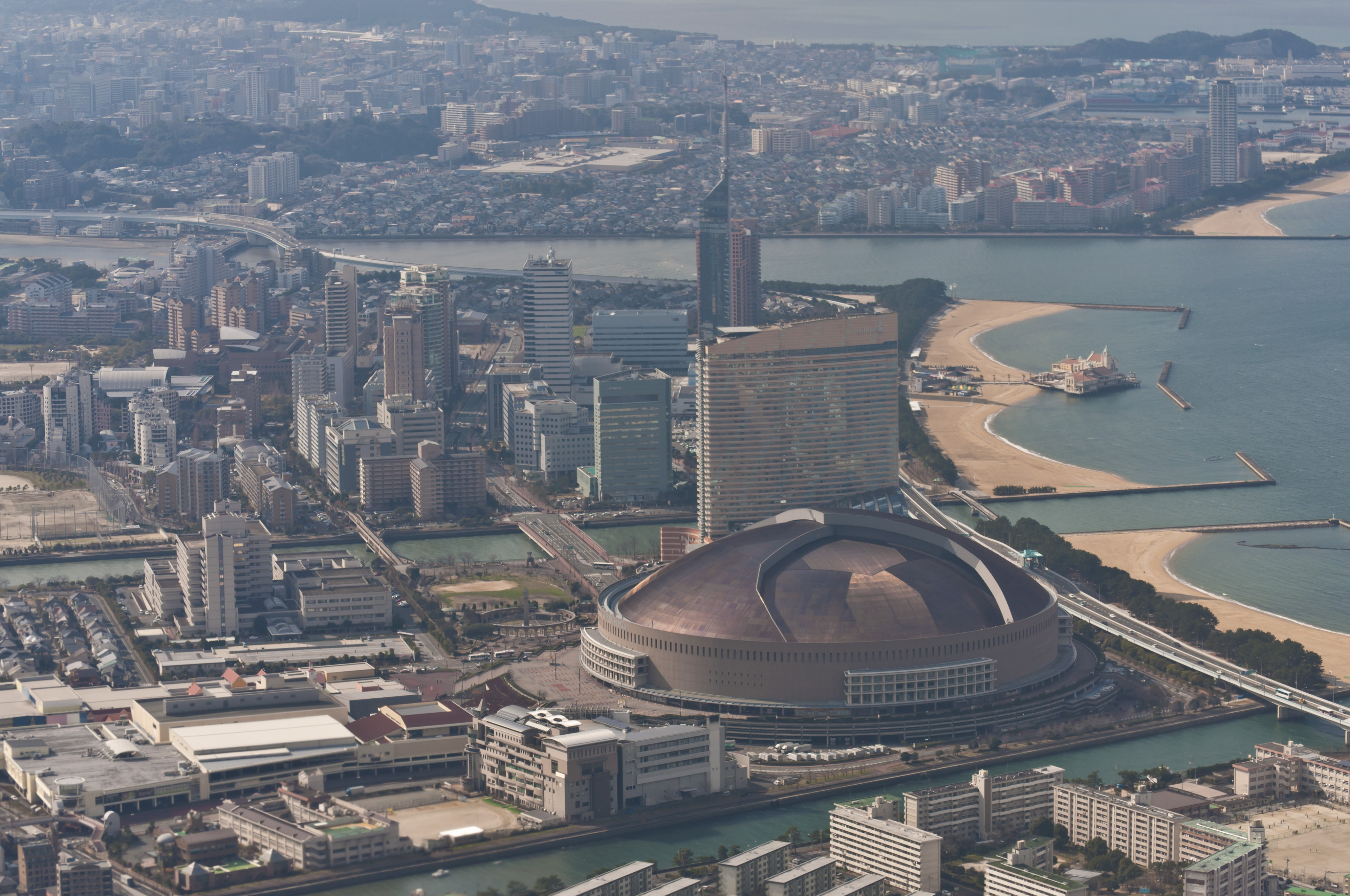
시사이드모모치 지역의 공중 촬영 사진

시사이드모모치(일본어: シーサイドももち 시사이도모모치[*])는 일본 후쿠오카현 후쿠오카시 사와라구과 주오구에 걸쳐 있는 매립 해안 개발 지구이다. 이전 모모치 해안(百道海岸)이라고 불리었던 해안을 1982년 4월부터 매립이 시작되어 구축되었다. 범위로는 히이 강 하구의 임해부가 인공 모래 사장이 된 시사이드모모치 해변 공원(シーサイドももち海浜公園)이 위치하는 영역이며, 히이 강과 무로미 강에 접한진 서쪽의 사와라구 지역을 모모치하마(百道浜), 히이 강 오른쪽 해안 (동쪽)의 주오구의 지역인 지교하마(地行浜) 전체를 말한다.